# Jardín del Curupira
En mirmecología y ecología forestal, un jardín del diablo o jardín del Curupira (Supay chakra en quichua norteño) es un gran grupo de árboles en la selva del Amazonas, que consta de un máximo de tres especies mirmecófitas (Cordia nodosa, Tococa guianensis, Duroia hirsuta  o Clidemia heterophylla) y la hormiga Myrmelachista schumanni, lo que supone un contraste muy fuerte con la gran biodiversidad característica de la región.
Los jardines del diablo pueden llegar a contener unos 600 árboles y están habitados por una sola colonia de hormigas, que contiene hasta 3 millones de obreras y 15.000 reinas. En un censo de 2002 a 2004 del Amazonas, se demostró que los jardines del diablo habían crecido un 0,7 por ciento por año. La relación entre los árboles y la colonia puede persistir durante más de 800 años. El jardín del diablo se considera un ejemplo de mutualismo, un tipo de relación simbiótica entre diferentes especies.

## Origen

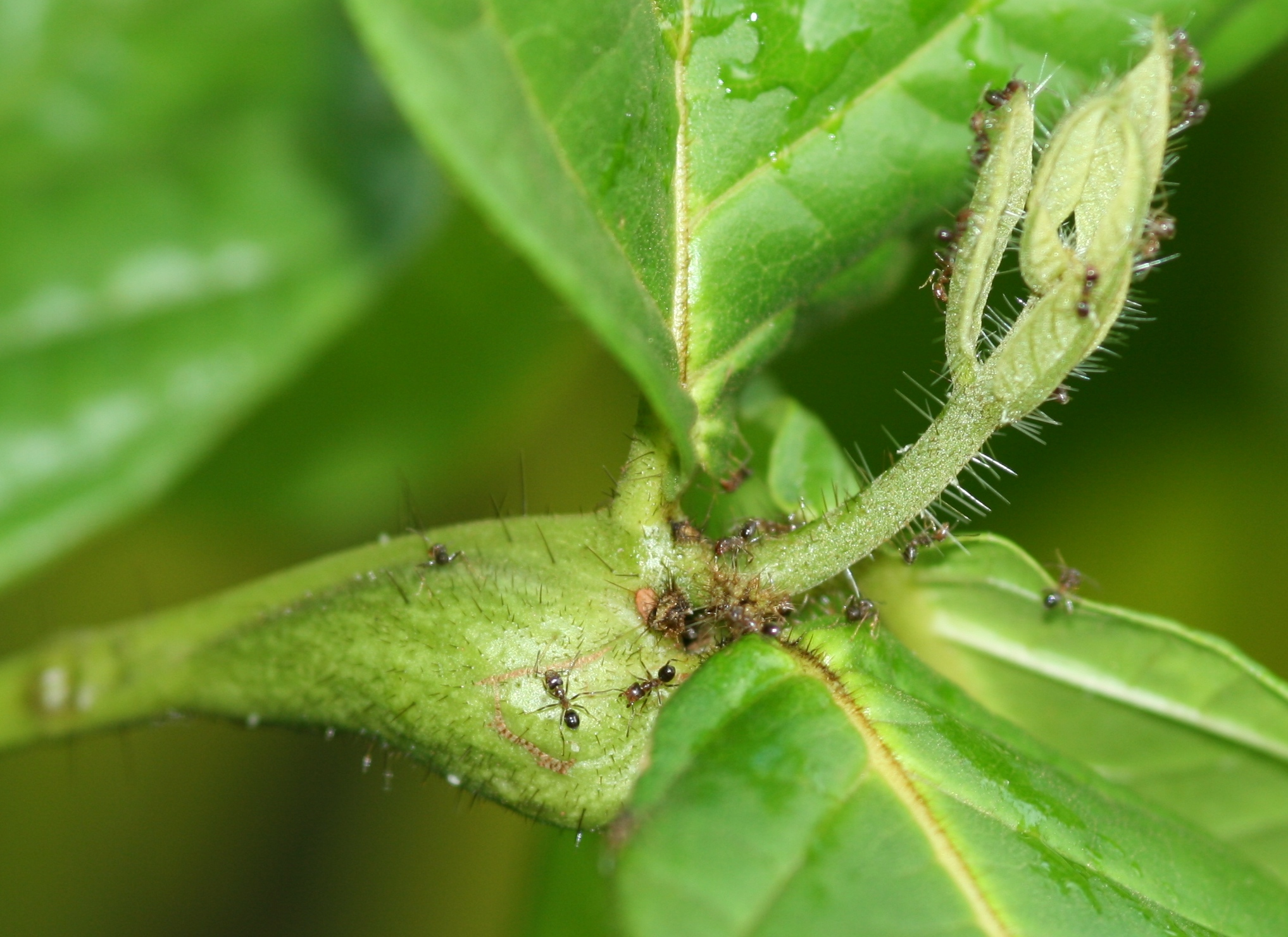
Hormigas alrededor de un domacio de Cordia nodosa.

Los jardines del Curupira reciben ese nombre porque los nativos creían que un duende llamado Curupira vivía en ellos.
De acuerdo con las primeras investigaciones científicas, se propuso una hipótesis que indicaba que los árboles eran los mismos creadores de los jardines por medio de alelopatía, más tarde se descubrió que en realidad se forman cuando una hormiga reina coloniza un árbol aislado, sus obreras hacen nidos en tallos huecos adaptados por el propio árbol, llamados domacios. Las hormigas eliminan constantemente la competencia del árbol mordiendo y envenenando con ácido fórmico los retoños de otras especies hasta que mueren. Debido a esto, los retoños de la planta anfitriona pueden crecer rápidamente aprovechando el espacio libre y la colonia de hormigas puede expandirse. 
Los árboles proporcionan refugio con los domacios y alimento con sus propias hojas, y las hormigas proporcionan un entorno adecuado para que los árboles crezcan. Aunque las hormigas defienden el jardín de los herbívoros, su crecimiento está restringido por la destrucción de las hojas que aumenta a medida que se expande, ya que las hormigas no son capaces de cubrir todo el perímetro más allá de cierto punto.

## Tipos de jardines
Los jardines del diablo pueden estar dominados por diferentes especies de árboles según la región en la que se encuentran. En el sureste de Perú, los jardines están dominados por Cordia nodosa (Boraginaceae) y ocasionalmente se mezclan con Tococa occidentalis (Melastomataceae). En terrenos más altos, Tapirira guianensis (Anacardiaceae) se puede encontrar dominando los jardines. En el sureste de Ecuador y el noreste de Perú, las especies de árboles más común es Duroia hirsuta (Rubiaceae).